# (100540) 1997 EK20
(100540) 1997 EK20 es un asteroide perteneciente al cinturón de asteroides, descubierto el 4 de marzo de 1997 por el equipo del Spacewatch desde el Observatorio Nacional de Kitt Peak, Arizona, Estados Unidos.

## Designación y nombre
Designado provisionalmente como 1997 EK20.

## Características orbitales
1997 EK20 está situado a una distancia media del Sol de 2,276 ua, pudiendo alejarse hasta 2,654 ua y acercarse hasta 1,898 ua. Su excentricidad es 0,166 y la inclinación orbital 5,571 grados. Emplea 1254,68 días en completar una órbita alrededor del Sol.

## Características físicas
La magnitud absoluta de 1997 EK20 es 16.